# Bertil Bexell
Josef Bertil Richard Bexell, född den 25 september 1906 i Dädesjö församling, Kronobergs län, död den 27 januari 1981 i Ryssby församling, Kronobergs län, var en svensk präst.
Bexell avlade studentexamen i Växjö 1926 och teologie kandidatexamen vid Lunds universitet 1930. Efter prästvigning för Växjö stift sistnämnda år tjänstgjorde han i Älmhults, Tingsås, Reftele, Lidhults och Långaryds församlingar fram till 1936, då han blev komminister i Högsby församling. Bexell blev kyrkoherde i Ryssby och Tutaryds församlingar 1946. Pastoratet utökades med Agunnaryds församling 1962. Bexell var ombud i Svenska kyrkans missionsstyrelse 1937–1957, styrelseledamot i Kalmar läns barnavårdsförbund 1941–1946, i Kronobergs läns socialvårdsförbund från 1950, i Kronobergsdistriktet av Svenska Röda Korset från 1957 och ordförande i Ryssbykretsen av Svenska Röda Korset 1946. Han blev ledamot av Nordstjärneorden 1965.
Bertil Bexell tillhörde prästsläkten Bexell. Han var bror till Carl Bexell, far till Göran Bexell och svärfar till Carlhåkan Larsén.